# Clássico Pai e Filho
O clássico Pai e Filho é um dos maiores clássicos do futebol amazonense e também da Região Norte do Brasil, nele se enfrentam dois grêmios tradicionais do esporte amazonense: o Fast Clube e o Nacional, ambos de Manaus, Amazonas.

## A história do confronto
O confronto nasceu no momento em que o próprio Fast Clube veio a ser nascer, quando da divisão de ideais ocorreu um desentendimento dentro do Nacional. Ali, jogadores do clube azulino(que viriam a ser os fundadores do Fast Clube), inconformados com a maneira que o clube vinha sendo dirigido, resolveram sair do clube da estrela azul e então fundar outra agremiação. Por curiosidade, o "novo clube" também oficialmente se chama Nacional, porem, para diferenciá-los o "filho" passou a exigir ser chamado apenas de Fast Clube. Dentre esses desportistas que fizeram parte do Nacional e depois fundaram o Fast Clube estava o notável Vivaldo Palma Lima, que mais tarde deu seu nome ao maior estádio de Manaus.
Com a entrada do Fast Clube no Campeonato Amazonense de Futebol em 1932 os clubes se enfrentaram pela primeira vez, e desde então o confronto recebe este nome pelo motivo do Fast Clube ter sido fundado por ex-membros do próprio Nacional. 
Decisões
Este clássico quase sempre teve destaque nos campeonatos locais, uma vez que Nacional e Fast Clube sempre estavam brigando na ponta(com exceção à década de 90, quando o Fast Clube enfrentou sua pior crise). Decidiram três edições seguidas do estadual de 1968 a 1970, com dois títulos pro Nacional e um pro Fast Clube. Mais tarde, em 1972, nova decisão e mais um título para o Nacional. Em resumo, os dois foram campeão e vice campeão nos seguintes anos(Fase profissional):
- 1968 - Nacional campeão
- 1969 - Nacional campeão
- 1970 - Fast Clube campeão
- 1972 - Nacional campeão
- 1977 - Nacional campeão
- 1978 - Nacional campeão
- 1981 - Nacional campeão
- 1991 - Nacional campeão
- 2007 - Nacional campeão
- 2012 - Nacional campeão

Lembrando que no amadorismo os clubes também fizeram a "viradinha" campeão e vice-campeão em diversas temporadas, porem, pelo levantamento ser incompleto, não será citado aqui.

### Uma aposta inusitada
Em 1969 um torcedor do Fast Clube e uma torcedora do Nacional fizeram uma aposta quanto ao resultado do jogo entre o "Naça" e o Grêmio Maringá que aconteceu no Maracanã. O fastiano, como já era de se esperar, apostou que o clube da estrela azul não venceria seu adversário e resolveu apostar NCr$50,00 com a rival, esta que resolveu exigir mais e deu a condição de que se o Nacional vencesse a partida, o descrente fastiano deveria se vestir de minissaia e ir até a chegada do time nacionalino no aeroporto. O Nacional venceu a partida e o fastiano teve de cumprir o que apostou e foi até o aeroporto devidamente caracterizado carregando uma placa onde dizia "Não mais duvidarei do Naça".

## Dados históricos
O Clássico Pai e Filho passou a ser disputado após o ingresso do Fast Clube em competições oficiais, em 1930. Desde então os clubes se enfrentaram em quase todos os anos, com exceção aos anos de 1954, 1998, 2005 e 2021 por ausência do Fast Clube e 1997 por ausência do Nacional. Não há como ter um levantamento completo dos confrontos uma vez que grande parte dos registros jornalísticos ou da federação, anteriores a 1964, se perderam com o tempo. Aqui, está um levantamento com dados de jogos com referência bibliográfica:
Último jogo considerado: Nacional 1-2 Fast Clube, no dia 26 de fevereiro  de 2022, no Estádio Carlos Zamith pelo Campeonato Amazonense da 1ª Divisão.
| Estatísticas                |     |
| Número de jogos             | 214 |
| Vitórias do Nacional        | 100 |
| Vitórias do Fast clube      | 61  |
| Empates                     | 53  |
| Número de gols              | 575 |
| Gols feitos pelo Nacional   | 336 |
| Gols feitos pelo Fast Clube | 239 |

### Jogos em competições nacionais
Nacional e Fast Clube fizeram 13 partidas por competições nacionais ou regionais:
Torneio Norte-Nordeste
- 11 de Outubro de 1968 - Fast Clube 2x2 Nacional - Torneio Norte-Nordeste de 1968
- 7 de Novembro de 1968 - Fast Clube 2x2 Nacional - Torneio Norte-Nordeste de 1968
- 1 de Novembro de 1969 - Fast Clube 1x1 Nacional - Torneio Norte-Nordeste de 1969
- 12 de Novembro de 1969 - Fast Clube 3x1 Nacional - Torneio Norte-Nordeste de 1969
- 18 de Outubro de 1970 - Fast Clube 1x1 Nacional - Torneio Norte-Nordeste de 1970

Campeonato Brasileiro - Série A
- 16 de Outubro de 1977 - Fast Clube 0x2 Nacional - Campeonato Brasileiro de Futebol de 1977(Primeira Fase)[4]
- 11 de Dezembro de 1977 - Fast Clube 2x1 Nacional - Campeonato Brasileiro de Futebol de 1977(Repescagem vencida pelo Fast Clube)[5]
- 23 de Abril de 1978 - Fast Clube 2x0 Nacional - Campeonato Brasileiro de Futebol de 1978(Primeira Fase)[6]
- 21 de Maio de 1978 - Fast Clube 1x0 Nacional - Campeonato Brasileiro de Futebol de 1978(Repescagem com ambos eliminados)[7]

Campeonato Brasileiro - Série C
- 27 de Agosto de 1995 - Fast Clube 1x1 Nacional - Campeonato Brasileiro de Futebol de 1995 - Série C(Primeira Fase)[8]
- 7 de Setembro de 1995 - Fast Clube 0x2 Nacional - Campeonato Brasileiro de Futebol de 1995 - Série C(Primeira Fase)
- 15 de Agosto de 2007 - Fast Clube 3x1 Nacional - Campeonato Brasileiro de Futebol de 2007 - Série C(Segunda Fase)[9]
- 29 de Agosto de 2007 - Fast Clube 5x2 Nacional - Campeonato Brasileiro de Futebol de 2007 - Série C(Segunda Fase)

### Jogos Históricos
- 30 de Setembro de 1971 - Fast Clube 0 x 1 - Estádio Vivaldo Lima

Primeiro encontro entre as duas equipes no estádio Vivaldo Lima, com público pagante de 11.641 pessoas.